# Bupleurum montanum
Bupleurum montanum és un endemisme nord-africà de boscos i roquissars de muntanya mitjana i alta (1.000 a 2.300m). Es distribueix des del Marroc (Rif, Serralada de l'Atles: Atles Mitjà, Alt Atles, Anti-Atles occidental) i Algèria. És una espècie de subarbust dins la família de les apiàcies o també conegudes com a Umbel·líferes. Es troben dins del gènere Bupleurum L. el qual compren unes 80 espècies repartides sobretot per l'hemisferi nord a excepció de la zona àrtica. Aquesta espècie es distribuïx pel nord d'Àfrica bàsicament a la zona mediterrània. Dins el gènere es pot considerar com a bastant desenvolupada en alçada i/o lignificada per a donar-li el nom d'arbust o subarbust.
Les tiges floríferes poden arribar fins als 1,3 metres de longitud i estan lignificats a la base. Les són de secció subcircular amb els costats poc marcats. Les fulles són linears i més aviat toves i flexibles. Creixen solitàries, espaiades al llarg de la tija, també en roseta basal, la nervació està poc marcada, les umbel·les presenten de 3 a 15 radis molt prims.